# Kurt Düwell
Kurt Düwell (* 28. Juli 1937 in Düsseldorf) ist ein deutscher Historiker und emeritierter Professor des Historischen Seminars der Universität Düsseldorf, Lehrstuhl VI (Neueste Geschichte).

## Leben und Wirken
Düwell studierte an der Universität zu Köln, wo er 1968 mit einer Arbeit zu den Rheingebieten in der Judenpolitik des Nationalsozialismus vor 1942 promoviert wurde. Im Anschluss arbeitete er als Akademischer Rat am Historischen Institut der RWTH Aachen,  wo er nach dem Beschluss des akademischen Senats von 1967 das eigentliche Hochschularchiv de facto ab 1970 organisierte. 1974 habilitierte er sich in Köln mit einer Arbeit zur deutschen auswärtigen Kulturpolitik. 1977 erhielt er einen Ruf auf den Lehrstuhl für Neuere und Neueste Geschichte an der Universität Trier. 1985 bis 1989 war er Prodekan und Dekan. 1995 folgte er einem Ruf an die Universität Düsseldorf als Nachfolger von Peter Hüttenberger.
Düwell ist Mitglied im Verband der Historiker und Historikerinnen Deutschlands, in der Preußischen Historischen Kommission Berlin und der Arbeitsgemeinschaft zur Geschichte Preußens, Mitglied des Düsseldorfer Geschichtsvereins und Gründungsmitglied des Brauweiler Kreises für Landes- und Zeitgeschichte. Darüber hinaus wirkte er als Mitglied und Vorsitzender im Sozialwissenschaftlichen Studienkreis für internationale Probleme, des Vereins für geschichtliche Landeskunde der Rheinlande und der Gesellschaft für Rheinische Geschichtskunde (Vorsitzender 1998–2002).
Düwell ist neben dem Althistoriker Hans Kloft und dem Mediävisten Egon Boshof Autor der in zahlreichen Auflagen erschienenen Grundlagen des Studiums der Geschichte, in denen er das Kapitel Neuere Geschichte verfasste. Allen drei Historikern war dabei die Betonung der handwerklichen Fähigkeiten ein Grundanliegen. Sein Nachfolger auf dem Düsseldorfer Lehrstuhl und im Vorsitz des Brauweiler Kreises ist seit 2003 Christoph Nonn.
Düwell war von 1997 bis 2007 Mitglied des Presbyteriums der Evangelischen Lutherkirchengemeinde in Düsseldorf und ist Mitglied im Wissenschaftlichen Beirat des Vereins für Rheinische Kirchengeschichte.

## Schriften (in Auswahl)
Monographien
- Die Rheingebiete in der Judenpolitik des Nationalsozialismus vor 1942. Beitrag zu einer vergleichenden zeitgeschichtlichen Landeskunde. L. Röhrscheid, Bonn 1968 (zugleich: Dissertation, Universität Köln, 1968).
- Gründung und Entwicklung der Rheinisch-Westfälischen Technischen Hochschule Aachen bis zu ihrem Neuaufbau nach dem Zweiten Weltkrieg: Darstellung und Dokumente. In: Hans Martin Klinkenberg: Rheinisch-Westfälische Technische Hochschule Aachen 1870/1970. Stuttgart 1970, S. 19–176 (mit einem separaten, chronologisch-synoptischen Annexband zum Verhältnis von Technik- und Hochschulgeschichte).
- Staat und Wissenschaft in der Weimarer Epoche. Zur Kulturpolitik des Ministers C. H. Becker. In: Historische Zeitschrift. Beiheft, Neue Folge 1 (1971), S. 31–74.
- Mit Egon Boshof, Hans Kloft: Grundlagen des Studiums der Geschichte. Eine Einführung. Böhlau, Köln/Wien 1973, ISBN 3-412-08183-3; 5. Auflage 1995.
- Deutschlands auswärtige Kulturpolitik. 1918–1932. Grundlinien und Dokumente. Köln 1976 (zugleich: Habilitationsschrift, Universität Köln, 1974).
- Entstehung und Entwicklung der Bundesrepublik Deutschland 1945–1961. Eine dokumentierte Einführung. Köln 1981.
- Zwischen Propaganda und Friedensarbeit. 100 Jahre Geschichte der deutschen Auswärtigen Kulturpolitik. In: Kurt-Jürgen Maaß (Hrsg.): Kultur und Außenpolitik. Handbuch für Studium und Praxis. 3., vollständig überarbeitete und erweiterte Auflage. Baden-Baden 2015, S. 57–98.
- Surviving Behemoth’s Fury Inside the Cage. Stephan Prager, Philipp Rappaport and Others in the Years Before and After 1945. In: David Cesarani et al. (Hrsg.): Survivors of Nazi Persecution in Europe after the Second World War (= Landscapes after Battle. Band 1). Vallentine & Mitchell, London 2010, ISBN 978-0-85303-902-0, S. 126–146.
- Stresemanns Europapolitik und die Rheinlandfrage nach dem Ersten Weltkrieg. Vorstufen zu einem neuen deutsch-französischen Verhältnis. In: Rheinische Vierteljahrsblätter, Jg. 80, 2016, S. 175–210.
- Preußische Seehandlung und Österreichischer Lloyd. Zwei Varianten von Staatsnähe (1772–1947). In: Thomas Stamm-Kuhlmann (Hrsg.): Auf dem Weg in den Verfassungsstaat. Preußen und Österreich im Vergleich 1740–1947. Duncker & Humblot, Berlin 2018, S. 189–230 (= Quellen und Forschungen zur brandenburgischen und preußischen Geschichte, Band 48).

Herausgeberschaften
- Mit Helmut Berding, Lothar Gall u. a. (Hrsg.): Vom Staat des Ancien Régime zum modernen Parteienstaat. Festschrift für Theodor Schieder. München und Wien 1978.
- Deutsche auswärtige Kulturpolitik seit 1871. Geschichte und Struktur. Referate und Diskussionen eines interdisziplinären Symposions. Köln 1981.
- Mit Wolfgang Köllmann: Rheinland-Westfalen im Industriezeitalter. Beiträge zur Landesgeschichte im 19. und 20. Jahrhundert. 4 Bände. 1983–1985.
- Mit Tilmann Buddensieg, Klaus-Jürgen Sembach: Wissenschaften in Berlin. 3 Bände. Berlin 1987.
- Mit Herbert A. Strauss, Tilmann Buddensieg: Emigration. Berlin 1987.
- Trier in der Neuzeit. Trier 1988.
- Kriegsende und Neubeginn: Westdeutschland und Luxemburg zwischen 1944 und 1947. Stuttgart 1997.
- Mit Ottfried Dascher: Die Kabinettsprotokolle der Landesregierung NRW 1954–1958. Dritte Wahlperiode. (= Veröffentlichungen der Staatlichen Archive des Landes NRW, 3/1+2). Düsseldorf 1997.
- Vertreibung jüdischer Künstler und Wissenschaftler aus Düsseldorf 1933–1945. Veröffentlichung des Historischen Seminars der Heinrich-Heine-Universität Düsseldorf (Lehrstuhl für Neuere Landesgeschichte und Neueste Geschichte). Düsseldorf 1998.
- Mit Ottfried Dascher: Die Kabinettsprotokolle der Landesregierung NRW 1958–1962. Vierte Wahlperiode. (= Veröffentlichungen der Staatlichen Archive des Landes NRW, 4/1+2), Düsseldorf 1999.
- Mit Wolf-Rüdiger Schleidgen: Die Kabinettsprotokolle der Landesregierung NRW 1962–1966. Fünfte Wahlperiode. (= Veröffentlichungen der Staatlichen Archive des Landes NRW, 5/1+2). Düsseldorf 2002.
- Mit Manfred Rasch: Anfänge und Auswirkungen der Montanunion auf Europa. Die Stahlindustrie in Politik und Wirtschaft. Essen 2007.
- Mit Jürgen Brautmeier, Ulrich Heinemann, Dietmar Petzina: Heimat Nordrhein-Westfalen. Identitäten und Regionalität im Wandel. Essen 2010, ISBN 978-3-8375-0155-1.